# Stéphane Bouthiaux
Stéphane Bouthiaux (ur. 26 marca 1966 w Pontarlier) – francuski biathlonista, dwukrotny medalista mistrzostw świata.

## Kariera
W Pucharze Świata zadebiutował 17 grudnia 1987 roku w Hochfilzen, zajmując 55. miejsce w biegu indywidualnym. Pierwsze punkty zdobył 16 marca 1989 roku w Steinkjer, gdzie w biegu indywidualnym był dziewiętnasty. Na podium zawodów tego cyklu jedyny raz stanął 7 marca 1991 roku w Oslo, kończąc rywalizację w tej samej konkurencji na trzeciej pozycji. W zawodach tych wyprzedzili go jedynie Niemiec Mark Kirchner i Austriak Franz Schuler. Najlepsze wyniki osiągnął w sezonie 1990/1991, kiedy zajął 28. miejsce w klasyfikacji generalnej.
Na mistrzostwach świata w Mińsku/Oslo/Kontiolahti wspólnie z Christianem Dumontem, Hervé Flandinem i Thierrym Gerbierem zdobył brązowy medal w biegu drużynowym. Wynik ten Francuzi w składzie: Thierry Dusserre, Franck Perrot, Lionel Laurent i Stéphane Bouthiaux powtórzyli podczas mistrzostw świata w Anterselvie w 1995 roku. W konkurencjach indywidualnych nigdy nie uplasował się w czołowej trzydziestce. Brał też udział w igrzyskach olimpijskich w Lillehammer w 1994 roku, gdzie w swoim jedynym starcie zajął 35. miejsce w sprincie.
W 1992 roku jego żoną została biathlonistka, Anne Briand, mają dwójkę dzieci.
Po zakończeniu czynnej kariery został trenerem.

## Osiągnięcia

### Igrzyska olimpijskie
| Rok  | Miejscowość | Konkurencje | Konkurencje | Konkurencje | Konkurencje | Konkurencje | Konkurencje | Konkurencje |
| Rok  | Miejscowość | IN          | SP          | PU          | MS          | RL          | MR          | SR          |
| ---- | ----------- | ----------- | ----------- | ----------- | ----------- | ----------- | ----------- | ----------- |
| 1994 | Lillehammer | –           | 35.         | nd.         | nd.         | –           | nd.         | –           |

### Mistrzostwa świata
| Rok  | Miejscowość            | Konkurencje | Konkurencje | Konkurencje | Konkurencje | Konkurencje | Konkurencje | Konkurencje |
| Rok  | Miejscowość            | IN          | SP          | PU          | MS          | RL          | MR          | SR          |
| ---- | ---------------------- | ----------- | ----------- | ----------- | ----------- | ----------- | ----------- | ----------- |
| 1990 | Mińsk/Oslo/Kontiolahti | –           | –           | nd.         | nd.         | –           | nd.         | –           |
| 1991 | Lahti                  | 34.         | –           | nd.         | nd.         | –           | nd.         | –           |
| 1992 | Nowosybirsk            | nd.         | nd.         | nd.         | nd.         | nd.         | nd.         | –           |
| 1993 | Borowec                | 9.          | 63.         | nd.         | nd.         | –           | nd.         | –           |
| 1994 | Canmore                | nd.         | nd.         | nd.         | nd.         | nd.         | nd.         | –           |
| 1995 | Anterselva             | –           | 42.         | nd.         | nd.         | –           | nd.         | –           |

### Puchar Świata

#### Miejsca w klasyfikacji generalnej
| Sezon     | Miejsce |
| --------- | ------- |
| 1987/1988 | -       |
| 1988/1989 | 63.     |
| 1989/1990 | 30.     |
| 1990/1991 | 28.     |
| 1991/1992 | 35.     |
| 1992/1993 | -       |
| 1993/1994 | 46.     |
| 1994/1995 | -       |
| 1995/1996 | -       |
| 1996/1997 | -       |

#### Miejsca na podium chronologicznie
| Lp. | Dzień   | Rok  | Miejscowość | Konkurencja                | Lokata | Pudła   | Czas biegu | Strata | Zwycięzca     |
| --- | ------- | ---- | ----------- | -------------------------- | ------ | ------- | ---------- | ------ | ------------- |
| 1.  | 7 marca | 1990 | Oslo        | Bieg indywidualny na 20 km | 3.     | 0+0+0+1 | 57:02,9    | +36,3  | Mark Kirchner |